# Marcus Mevius Capriolus
Marcus Mevius Capriolus (vollständige Namensform Marcus Mevius Marci filius Fabia Capriolus) war ein im 2. Jahrhundert n. Chr. lebender Angehöriger des römischen Ritterstandes (Eques).
Durch eine Weihinschrift auf einem Altar, der beim Kastell Mainhardt gefunden wurde und der auf 161/208 datiert wird, ist belegt, dass Capriolus Kommandeur (Praefectus) der Cohors I Asturum equitata war, die zu diesem Zeitpunkt in der Provinz Germania superior stationiert war.
Capriolus war in der Tribus Fabia eingeschrieben.
Der Altar gehört zu einer Reihe von fünf Altären, die beim Kastell Mainhardt gefunden wurden. Jedes Jahr wurde dem Jupiter (Iovi Optimo Maximo) am 1. Januar ein Altar geweiht, wenn im Rahmen einer alljährlichen Zeremonie die Treuegelübde auf den Kaiser geleistet wurden. Die Altäre aus früheren Jahren wurden dann feierlich nahe dem Exerzierplatz des Kastells vergraben.